# هاري ويليامسون
هاري ويليامسون (بالإنجليزية: Harry Williamson)‏ هو منافس ألعاب قوى أمريكي، ولد في 11 يوليو 1913 في هاي بوينت في الولايات المتحدة، وتوفي في 8 أبريل 2000 في تشارلوت في الولايات المتحدة.

## وصلات خارجية
- هاري ويليامسون على موقع أوليمبيديا (الإنجليزية)
- هاري ويليامسون على موقع قاعة كارولاينا الشمالية للمشاهير الرياضية (الإنجليزية)